# Brevicornu affinis
Brevicornu affinis är en tvåvingeart som beskrevs av Zaitzev 1988. Brevicornu affinis ingår i släktet Brevicornu och familjen svampmyggor. Arten har ej påträffats i Sverige. Inga underarter finns listade i Catalogue of Life.